# دافني فان دومسيلار
دافني فان دومسيلار (مواليد 6 مارس 2000) هي لاعبة كرة قدم هولندية تلعب في مركز حارس المرمى في نادي تفينتي أنشخيدة ومنتخب هولندا.

## روابط خارجية
- دافني فان دومسيلار على موقع الاتحاد الأوربي (الإنجليزية)
- دافني فان دومسيلار على موقع قاعدة بيانات كرة القدم.إي يو (الإنجليزية)
- دافني فان دومسيلار على موقع Soccerway.com (الإنجليزية)
- دافني فان دومسيلار على موقع عالم كرة القدم.نت (الإنجليزية)